# Burschenschaft Arminia auf dem Burgkeller
La Burschenschaft Arminia auf dem Burgkeller est une association étudiante à Iéna. Elle est la descendante directe de l'Urburschenschaft d'Iéna, fondée le 12 juin 1815, et arbore les couleurs noir-rouge-or (de) par le bas.

## Histoire
La fraternité d'Iéna, formée en 1815, se sépare définitivement le 28 janvier 1840 en Burschenschaft auf dem Fürstenkeller et Burschenschaft auf dem Burgkeller. Le premier prend plus tard le nom de Germania (de). Cette dernière a complété son nom en 1859 pour devenir la Burschenschaft Arminia (de) auf dem Burgkeller. Le nom "auf dem Burgkeller" fait référence à l'ancienne auberge Burgkeller, détruite pendant la Seconde Guerre mondiale et que la fraternité utilise d'abord comme lieu pour ses cantus et plus tard comme maison de corporation. Par conséquent, elle est aussi communément appelée la « fraternité Burgkeller ».

### Période jusqu'en 1945

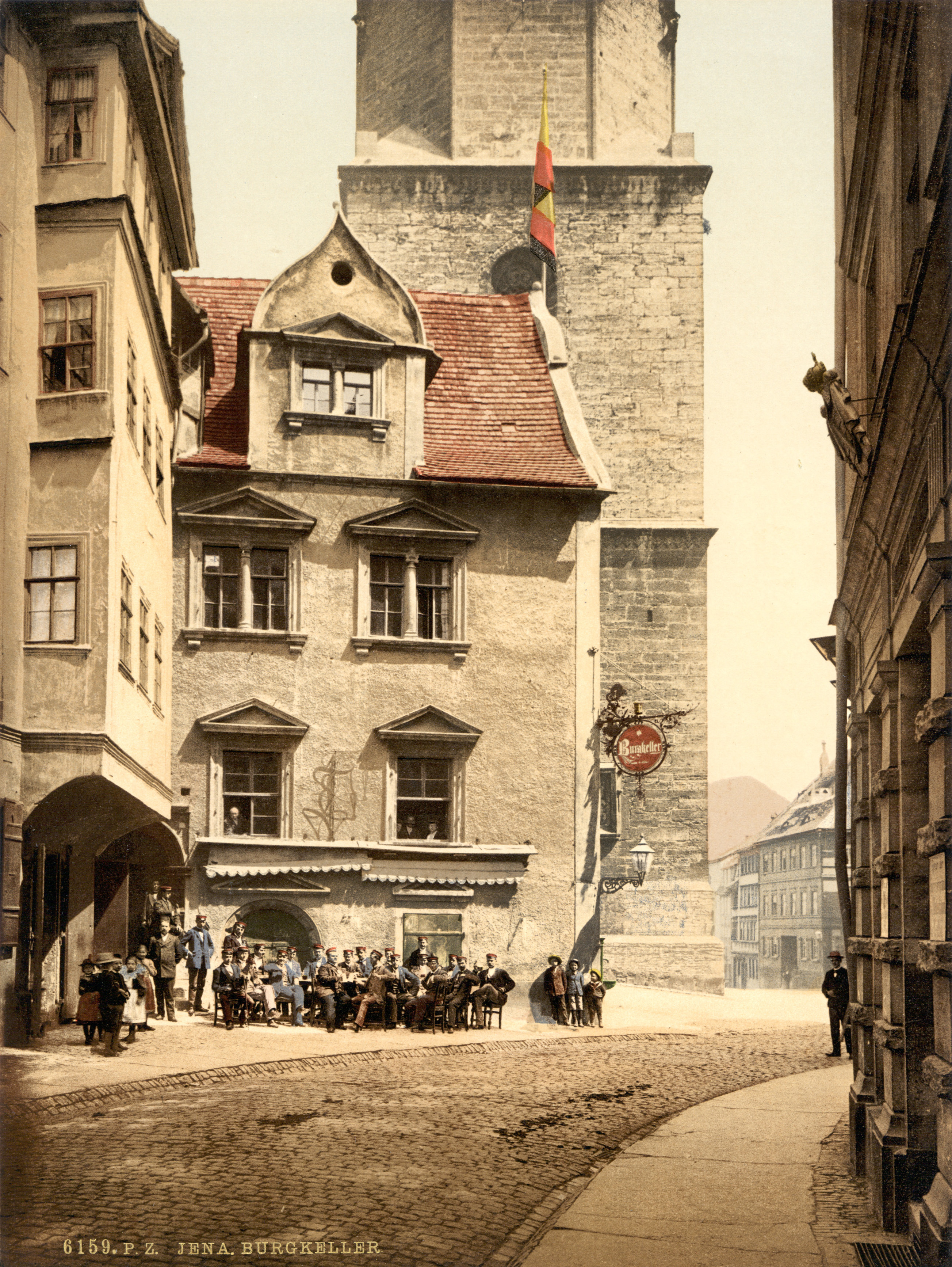
Burgkeller (1900)

Le 22 juin 1870, Arminia fonde la convent des députés d'Iéna avec les fraternités Germania et Teutonia. En 1881, l'Arminia est membre fondateur du Convent des Députés Généraux, plus tard la Fraternité allemande (de) (DB). En 1893, Arminia achète l'auberge Burgkeller.
325 Armins participent à la Première Guerre mondiale, dont 65 sont morts. Au semestre d'hiver 1930/31, l'association se compose de 429 anciens et de 163 membres d'Aktivitas.
Le premier numéro du journal Burgkeller est publié en 1921. Le dernier numéro est publié en 1935/36, une suite à partir ²de 1953.
Au cours de la mise au pas de toutes les organisations étudiantes, la fraternité est dissoute. À partir du semestre d'hiver 1937/38, les opérations actives se poursuivent sous le nom de camaraderie Menzel, et à partir de mars 1940 sous le nom de camaraderie Lützow . Pendant la Seconde Guerre mondiale, 102 membres sont morts et la maison de la fraternité, le Burgkeller, est gravement endommagée lors d'un raid aérien sur Iéna (de) en mars 1945.

### Période après 1945

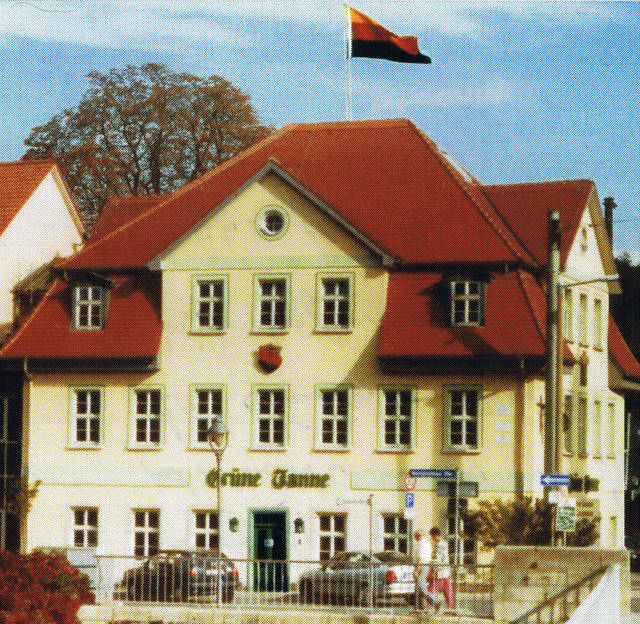
Grüne Tanne

À l'époque de la RDA, le siège de la fraternité est à Mayence, après que l'Altherrenschaft de l'Arminia et la Burschenschaft Moguntua, fondée à Mayence en 1949, aient fusionné en 1950 pour former la Burschenschaft Arminia-Jena zu Mainz. En 1950 Arminia est impliqué dans le rétablissement de la fraternité allemande. En 1956, ils emménagent dans leur propre maison de fraternité à Mayence. En 1966, Arminia dirige la journée de la fraternité de la fraternité allemande.
Après la réunification allemande, Arminia retourne dans sa patrie en 1990. Depuis son retour à Iéna, Arminia utilise l'auberge Grüne Tanne (de), le lieu fondateur de la fraternité d'origine, comme maison de corporation
Arminia quitte la DB en 2008. Depuis le 3 novembre 2012, elle fait à nouveau partie de l'Union Rouge et depuis le 30 septembre 2016 de la Fraternité allemande générale, dont elle est membre fondateur. En avril 2015, la Mainzer Burschenschaft Arminia, qui a été créée en 1992 à l'occasion du retour de la Burschenschaft Arminia au Burgkeller à Iéna à partir de cette dernière en tant que Burschenschaft indépendante, réintégre cette dernière. L'alliance soutient la mensur.

## Couleur et devise

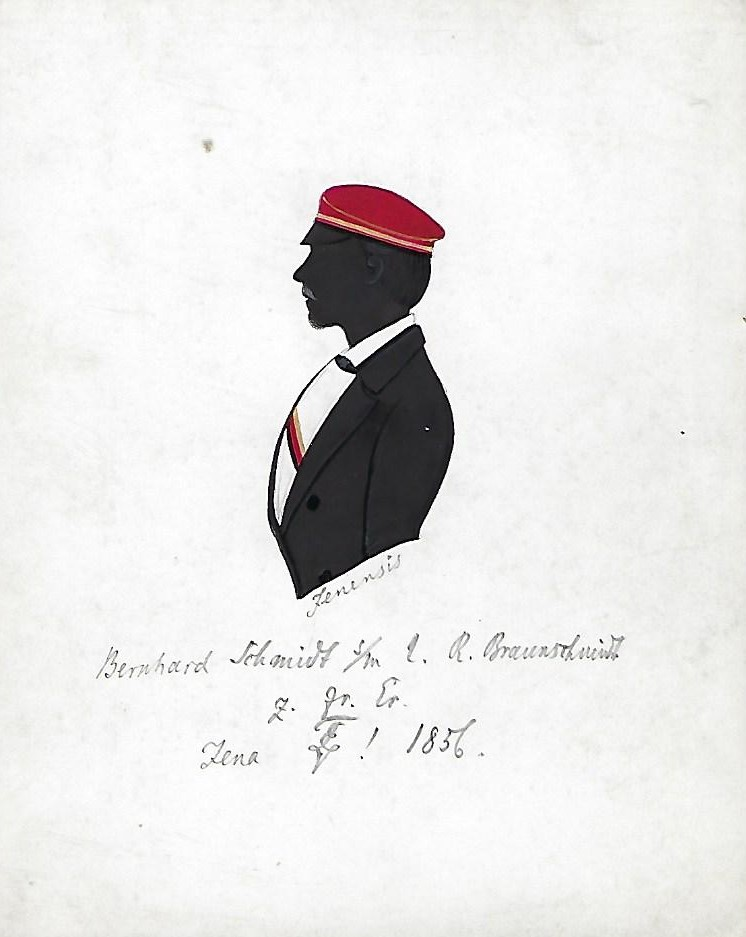
Bernard Schmidt

Le ruban de l'Arminia est de couleur (de) noir-rouge-or (de) avec des percussions d'or. Une casquette étudiante (de) rouge foncé est portée comme couvre-chef. Leur devise est : honneur, liberté, patrie (de) !

## Alte Burschenschaft Burgkeller dans la DB
Après avoir quitté la DB, 14 membres d'Arminia se sont séparés le 13 juin 2008 pour former l'Alte Burgkellerburschenschaft zu Jena. Celle-ci est admise au sein de la DB lors de la journée de la fraternité (de) 2009. Un conflit de nom autour de la désignation "Burgkellerburschenschaft" est réglé par voie judiciaire entre les deux fraternités. En conséquence, la nouvelle fondation se rebaptise Alte Burschenschaft Burgkeller in der DB et s'engage à ne pas utiliser la forme abrégée Burgkellerburschenschaft. Le ruban de la nouvelle fondation est de couleur noire et rouge (lu à partir du bas) avec une percussion dorée. Une casquette noire d'étudiant est portée en guise de couvre-chef. Sa devise est : "Honneur, liberté, patrie". L'Alte Burschenschaft Burgkeller au sein de la DB poursuit la relation d'amitié entre l'Arminia et la Leipziger Burschenschaft Germania, fondée en 1997 et terminée en 2008. Elle entretient des liens avec l'Institut de politique d'État (de).

## Membres

### Historiens et philologues
- Otto Abel (de) (1824–1854), historien
- Carl Aldenhoven (de) (1842-1907), historien de l'art et directeur de musée à Gotha et Cologne (musée Wallraf-Richartz)
- Jakob Amiet (de) (1817-1883), historien suisse
- Hermann Baumgarten (1825-1893), professeur d'histoire à Strasbourg
- Richard Foerster (1843-1922), recteur des universités de Kiel et de Breslau
- Heinrich Gelzer (de) (1883-1945), romaniste suisse
- Colmar Grünhagen (1828-1911), archiviste et historien d'État silésien
- Peter Kaupp (né en 1936), historien
- Friedrich Klopfleisch (1831–1898), archéologue, préhistorien et historien de l'art
- Hermann Kluge (de) (1832-1914), enseignant, bibliothécaire et historien littéraire
- August Lübben (de) (1818–1884), germaniste, bibliothécaire et professeur de lycée
- Traugott Märcker (de) (1811–1874), historien et archiviste
- Ernst Martin (1841-1910), germaniste et romaniste
- Wilhelm Rein (de) (1847-1929), éducateur
- Julius Paul Römer (de) (1848–1926), botaniste et enseignant
- Bernhard Schmidt (1837-1917), philologue classique
- Hermann Steuding (de) (1850-1917), philologue classique, directeur de lycée
- Ferdinand Tönnies (1855-1936), fondateur de la sociologie en Allemagne
- Hans Tümmler (de) (1906–1997), historien, germaniste, directeur de lycée
- Carl Volckhausen (de) (1822–1899), enseignant et journaliste
- Kurt Wachsmuth (de) (1837-1905), philologue

### Juristes
- Hermann Amelung (de) (1829–1899), directeur
- Johann Broye (de) (1828–1899), président du Tribunal fédéral suisse
- Karl von Brüger (de) (1822-1905), président du tribunal régional supérieur commun des États de Thuringe, citoyen d'honneur d'Iéna
- Otto Dresel (de) (1824-1881), révolutionnaire allemand, avocat, journaliste et homme politique américain, membre de la Chambre des représentants de l'Ohio
- Leberecht Dreves (de) (1816–1870), notaire, poète, dramaturge, historien et traducteur
- Wilhelm Girtanner (de) (1823–1861), juriste (droit romain)
- Karl Jeß (de) (1843-1925), président du Sénat à la cour impériale
- Franz Lieber (1800–1872), publiciste et philosophe juridique et politique, fondateur de la science politique et de la sociologie aux États-Unis
- Friedrich Maassen (de) (1823-1900), juriste et publiciste
- Johannes Peters (de) (1841-1909), député de la chambre des seigneurs de Prusse
- Otto von Pfister-Schwaighusen (de) (1868-1952), directeur du tribunal de district, poète-juriste
- Hermann von Schulze-Gävernitz (de) (1824-1888), avocat constitutionnel à Breslau et Heidelberg
- Lorenz von Stein (1815–1890), professeur de droit constitutionnel et économiste

### Fonctionnaires locaux et d'État
- Georg Bender (de) (1848-1924), homme politique local, maire de longue date de Breslau
- Ludwig von Doetinchem de Rande (de) (1826–1899), administrateur de l'arrondissement de Sangerhausen (de) et de l'arrondissement d'Ilfeld
- Ernst Ehrlicher (de) (1872–1951), maire de Hildesheim
- Felix Eichler (de) (1883-1955), administrateur de l'arrondissement de Cottbus (de), président provisoire du district de Francfort
- Helmut Janßen (de) (1910–1992), avocat administratif, directeur de l'arrondissement de Rotenbourg-en-Hanovre (de)
- Werner Laskowski (de) (1908–1973), administrateur de l'arrondissement de Friedeberg-en-Nouvelle-Marche, directeur de l'Office statistique de l'État du Schleswig-Holstein
- Ehrhard Johann Martin Nimz (de) (1905-1984), maire de Bitterfeld
- Hans Ludwig Moraht (de) (1879-1945), diplomate, envoyé allemand en Estonie, Lituanie et Uruguay, envoyé spécial dans les Balkans
- Otto Perlet (de) (1855-1918), avocat, administrateur de l'arrondissement de Gotha (de)
- Johannes Rasch (de) (1880-1958), administrateur de l'arrondissement de Saalfeld (de)
- Karl Schmidt (de) (1898-1969), président du district d'Allenstein
- Erich Unverfähr (de) (1885-1946), maire de Cobourg
- Karl Friedrich Richard Wagner (de) (1848-1915), maire et citoyen d'honneur de Plauen, président de l'Association des associations touristiques allemandes

### Médecins et naturalistes
- Karl Andree (de) (1808–1875), géographe, publiciste et diplomate, consul de la République du Chili
- Alfred Behre (de) (1876-1949), chimiste
- Hans Berger (1873-1941), psychiatre et neurologue, a développé l'électroencéphalogramme (EEG)
- Franz Anton Bicking (de) (1809–1873), médecin et écrivain
- Johannes Brüggen, au Chili également Juan Brüggen Messtorff (1887–1953), géologue allemand et professeur d'université chilien
- Ottomar Domrich (de) (1819-1907), médecin
- Wolfgang Dürwald (de) (1924-2014), médecin, médecin légiste et professeur d'université
- Fritz Haasler (de) (1863-1948), chirurgien et professeur d'université
- Hermann von Heinemann (1812–1871), entomologiste
- Hans Paul Kaufmann (de) (1889-1971), chimiste pharmaceutique
- Kurt Kochsiek (de) (1930–2013), interniste
- Christian Eduard Langethal (1806–1878), scientifique de la production végétale, botaniste et historien de l'agriculture
- August Martin (de) (1847-1933), gynécologue et obstétricien
- Ludwig Pfeiffer (de) (1842–1921), médecin, protozoologue, historien de l'art et archéologue
- Dieter Schmidt (de) (né en 1939), ophtalmologiste et professeur d'université
- Karl August Schuchardt (de) (1856-1901), chirurgien et gynécologue
- Carl Stölzel (de) (1826–1896), chimiste et métallurgiste
- Oswald Thomas (de) (1882-1963), astronome et professeur d'université. L'astéroïde (29427) Oswaldthomas est nommé en son honneur, tout comme Oswald-Thomas-Platz à Vienne, où se trouve maintenant le Planétarium de Vienne
- Erich Werdermann (1892–1959), botaniste, spécialiste des cactus
- Carl Wilhelm von Zehender (de) (1819-1916), ophtalmologiste
- Hans-Klaus Zinser (de) (1912–1997), gynécologue, pionnier du cytodiagnostic

### Hommes politiques
- Karl-Heinrich Barthel (de) (1905–1975), médecin et homme politique (NSDAP, NDPD), député de la Chambre du peuple
- Gottlieb Begle (de) (1818–1891), homme politique suisse, administrateur, conseiller d'État, conseiller constitutionnel
- Carl Beck (de) (1822–1884), pasteur, député au parlement d'État de Waldeck-Pyrmont (de)
- Alfred Belian (de) (1873–1946), homme politique
- Gustav Berlet (de) (1817–1908), juriste et homme politique, président des deux parlements du duché de Gotha (de) et des duchés de Cobourg et Gotha
- Andrea Bezzola (de) (1840–1897), juriste et homme politique suisse, juge fédéral et président du Conseil national suisse
- Walther Brecht (de) (1841–1909), juriste, homme politique (NLP) et directeur du chemin de fer Lübeck-Büchen (de)
- Emil Theodor Brüger (de) (1827–1900), maire de Neustadt an der Orla, député au parlement de Weimar (de), conseiller d'État secret
- Hugo Böttger (1863–1944), publiciste, fonctionnaire de la Burschenschaft, député du Reichstag
- Johann Werner Detering (de) (1808–1876), juriste et homme politique, député du pré-parlement, député du parlement de Hanovre, maire d'Osnabrück
- Heinrich Emil Deyßing (de) (1818–1901), député au parlement de Cobourg (de)
- Arthur Dölitzsch (de) (1819–1900), député au parlement du duché de Saxe-Altenbourg (de)
- Franz Dula (de) (1814–1892), enseignant et homme politique suisse
- Ernst Finkenstaedt (de) (1861–1935), député du parlement provincial de Hanovre (de)
- Friedrich Forkel (de) (1822–1890), citoyen d'honneur de Cobourg, député du Reichstag
- Hugo Friedrich Fries (de) (1818–1889), juriste et homme politique, député du Reichstag
- Friedrich Karl Heinrich Otto Gebhardt (de) (1827–1888), conseiller d'État à Gotha, député au parlement d'État dans le duché de Saxe-Cobourg et Gotha
- Wilhelm Genast (de) (1822–1887), poète, juriste, député du Reichstag
- Gustav Adolf Glaßer (de) (1819–1877), juriste et homme politique, député au parlement du grand-duché de Saxe-Weimar-Eisenach (de)
- August von Gonzenbach (de) (1808–1887), homme politique et historien suisse
- Carl Bernhard Friedrich Graepel (1818–1890), juriste, député du Reichstag, président du parlement oldenbourgeois (de)
- Wilhelm Güssefeld (de) (1886–1974), député du Bürgerschaft de Hambourg
- Leonz Gurdi (de) (1814–1891), maire de Lucerne, conseiller national lucernois
- Christoph Gusbeth (de) (1842–1913), député à la Diète hongroise
- Felix Hallensleben (de) (1860–1926), vice-président du parlement de la principauté de Schwarzbourg-Sondershausen (de)
- Otto Heinrich Hase (de) (1818–1884), maire de Schmölln et député du parlement du duché de Saxe-Altenbourg (de)
- Ludwig Häusser (1818–1867), historien et homme politique libéral
- Ernst Harmening (de) (1854–1913), juriste, écrivain, député du Reichstag
- Wilhelm Friedrich von Heim (de) (1835–1912), ministre d'État du duché de Saxe-Meiningen
- Hermann Hering (de) (1821–1887), juriste et homme politique, député du Reichstag constitutif de la confédération de l'Allemagne du Nord
- Rudolf Hertel (de) (1826–1885), maire de Salzungen (1861-1885), député du parlement de Saxe-Meiningen
- Friedrich Carl Hönniger (de) (1812–1874), député du parlement de Francfort
- Hermann Höpker-Aschoff (de) (1883–1954), homme politique (DDP, FDP), premier président du tribunal constitutionnel fédéral d'Allemagne
- August Hullmann (1826–1887), conseiller à la Cour impériale, député du Reichstag
- Johannes Hunnius (de) (1852–1943), ministre des Finances de Saxe-Weimar-Eisenach
- Emil Hölck (de) (1835–1916), agriculteur et député du parlement provincial du Schleswig-Holstein
- Hans Hold (de) (1826–1910), homme politique suisse (libéral-radical) et militaire
- Wilhelm Kästner (de) (1888–1974), juriste et homme politique
- Otto König (de) (1821–1893), conseiller privé, président de la chambre de la cour princière de Schaumbourg-Lippe, député du parlement de Schaumbourg-Lippe.
- Hinrich Gerhard Kückens (de) (1853–1944), gouverneur oldenbourgeois, député au parlement oldenbourgeois (de)
- Adolf Lafaurie (de) (1816–1875), député du parlement du Schleswig-Holstein (de), socialiste, médecin
- Moritz Laurentius (de) (1821–1891), maire et directeur de la police d'Altenbourg, député au parlement du duché de Saxe-Altenbourg (de), chef adjoint permanent du ministère ducal
- Georg Langerfeldt (de) (1846–1903), juriste, député du Reichstag
- Friedrich Theodor Müller (de) (1821–1880), avocat, député du Bürgerschaft de Hambourg
- Johannes Müller (de) (1880–1964), homme politique, maire de Marbourg
- Leopold Oberländer (de) (1811–1868), juriste, maire de Cobourg, député au parlement d'État de Saxe-Cobourg (de)
- Rudolf Ortlepp (de) (1909–1942), fonctionnaire étudiant
- Alfred Dominicus Pauli (1827–1915), sénateur et maire de la ville de Brême
- Friedrich Rieck (de) (1809–1878), philologue et député du parlement de Saxe-Lauenbourg (de)
- Otto Rohland (de) (1828–1899), propriétaire de chevaliers et homme politique (DFP), député du Reichstag
- Karl Rothe (de) (1848–1921), ministre d'État de Saxe-Weimar-Eisenach et donc plénipotentiaire auprès du Bundesrat, citoyen d'honneur d'Iéna
- Eduard Rückert (de) (1822–1880), juriste, député du Reichstag et parlement de Saxe-Meiningen (de)
- Hans Woldemar Schack (de) (1878–1946), botaniste, juriste et député du parlement de l'État libre de Cobourg (de) et du parlement de l'État de Bavière (de)
- Jakob Scherz (de) (1818–1889), homme politique suisse ; député au Grand Conseil bernois, conseiller national, conseiller d'Etat, administrateur et conseiller constitutionnel
- Walter Schütz (de) (1884–1945), homme politique (DVP, DNVP)
- Josef Schuster (de) (1849–1914), enseignant, député du Reichstag
- Ludwig Karl Eduard Schneider (de) (1809–1889), député du Parlement de Francfort et botaniste
- Hermann Seifert (de) (1841–1909), homme politique suisse
- Ludwig Strackerjan (de) (1825–1881), écrivain, juriste et homme politique, député et président du parlement oldenbourgeois (de)
- Feodor Streit (de) (1820–1904), député du parlement du duché de Saxe-Cobourg (de) et publiciste
- Karl Friedrich von Strenge (de) (1843–1907), juriste, ministre d'État et député du parlement du duché de Saxe-Gotha (de)
- Christoph Strössenreuther (de) (1829–1908), président du tribunal de grande instance de Fürth, député de la Chambre des députés de Bavière (de) (libéraux unis)
- Theodor Tannen (de) (1827–1893), agriculteur et député de la chambre des représentants de Prusse
- Ludwig Thomas (de) (1810–1891), député du parlement de la principauté de Schwarzbourg-Sondershausen (de)
- August Topf (de) (1826–1885), pasteur et député du parlement de Saxe-Meiningen (de)
- Eduard Trieps (de) (1811–1884), juriste et ministre d'État du Brunswick de 1874 à 1881
- Wilhelm Adolph von Trützschler (de) (1818–1849), député du Parlement de Francfort et de la seconde chambre du parlement de Saxe (de)
- Wilhelm Varenhorst (de) (1865–1944), juriste, député du Reichstag
- Hermann Vollert (de) (1821–1894), ministre des Finances de Weimar
- Wilhelm Wehrenpfennig (1829–1900), député du Reichstag et de la chambre des représentants de Prusse
- Hermann Weingarten (de) (1834–1892), théologien protestant
- Wilhelm Weißenborn (de) (1803–1878), philologue classique et professeur de lycée
- Julius Martin Weißich (de) (1824–1898), député du Reichstag
- Emil Welti (1825–1899), six fois président de la Confédération suisse
- Samuel Wildi (de) (1825–1905), juge et homme politique suisse, conseiller national dans le canton d'Argovie
- Gottlieb Jonathan Winter (de) (1810–1886), préfet et député à l'Assemblée des États de Bade
- Konrad Wippermann (de) (1858–1935), homme politique de l'État de Schaumbourg-Lippe
- Oskar von Wydenbrugk (de) (1815–1876), ministre de mars en Saxe-Weimar-Eisenach et député du Parlement de Francfort

### Écrivains
- Emil Anhalt (de) (1816–1896), écrivain
- Friedrich Christian Avé-Lallemant (de) (1809–1892), criminaliste et écrivain
- Rudolf Flex (de) (1855-1918), professeur et écrivain
- Hermann Friedrich Friedrich (de) (1828–1890), écrivain et journaliste
- Jakob Daniel Hoffmann (de) (1808–1885), écrivain
- Armin Gimmerthal (de) (1858-1941), écrivain
- Georg Günther (de) (1845–1923), professeur et écrivain
- Hermann Günther (de) (1811–1886), éducateur et directeur
- Adolf Hausrath (de) (1837-1909), théologien et écrivain
- Friedrich Hofmann (1813–1888), écrivain
- Robert Keil (de) (1826–1894), juriste et écrivain
- Ludwig Koehler (de) (1819–1864), écrivain
- Friedrich Konrad Müller (de) (1823–1881), poète (probablement membre honoraire)
- Fritz Rödiger (de) (1824-1909), publiciste
- August Sturm (de) (1852-1923), poète-juriste

### Théologiens
- Friedrich Avé-Lallemant (de) (1807-1876), pasteur et bibliothécaire évangélique luthérien
- Johannes Hesekiel (de) (1835-1918), théologien protestant, surintendant général à Posen
- Heinrich Mau (de) (1842-1916), théologien
- Heinrich Maurer (de) (1834-1918), surintendant général protestant
- Ludwig Paul (de) (1826-1902), enseignant, pasteur et écrivain
- Johann Jacob Rietmann (de) (1815-1867), théologien et écrivain suisse
- Ernst Teichmüller (de) (1824-1908), surintendant général à Dessau et aumônier du tribunal à Anhalt
- Karl Trebitz (de) (1818–1884), pasteur
- Adolf Wuttig (de) (1844-1929), pasteur protestant
- Karl Zittel (de) (1802–1871), théologien

## Membres honoraires
- Abraham Esaü (1884–1955), physicien
- Emil Högg (de) (1867–1954), architecte, artiste et professeur d'université
- Peter Röhlinger (de) (né en 1939), vétérinaire, député et maire d'Iéna (1990-2006)
- Hermann Rollett (de) (1819-1904), poète autrichien, écrivain d'art et historien local
- Ernst Schmutzer (de) (1930–2022), physicien

## Annuaire des membres
- Willy Nolte (de) (dir.): Burschenschafter-Stammrolle. Verzeichnis der Mitglieder der Deutschen Burschenschaft nach dem Stande vom Sommer-Semester 1934. Berlin 1934. p. 1053–1054.